# هاوارد اشمن
هاوارد اشمن (انگلیسی: Howard Ashman; ۱۷ مهٔ ۱۹۵۰ – ۱۴ مارس ۱۹۹۱) ترانه‌سرا و نمایش‌نامه‌نویس اهل کشور ایالات متحده آمریکا بود. وی در چندین فیلم با آلن منکن همکاری کرده بود. او بین سال‌های ۱۹۷۹ تا ۱۹۹۱ میلادی فعالیت می‌کرد.وی دو بار برنده جایزه اسکار شده است.
- فروشگاه کوچک ترسناک (فیلم ۱۹۸۶) (۱۹۸۶)
- الیور و دوستان (۱۹۸۸)
- پری دریایی کوچولو (فیلم ۱۹۸۹) (۱۹۸۹)
- دیو و دلبر (فیلم ۱۹۹۱) (۱۹۹۱)
- علاءالدین (فیلم ۱۹۹۲) (۱۹۹۲)